# Wyszków
Wyszków (udtale: [ˈvɨʂkuf]; Yiddish: ווישקאָוו Vishkov) er en by og en kommune (Gmina) der ligger i det østlige, centrale Polen, i voivodskabet Masovien (Województwo mazowieckie) og har 26.349(2021) indbyggere og et areal på 	20,78 km². Den er administrationsby i powiatet (amt) Wyszków.

## Historie
Landsbyen Wyszków blev først dokumenteret i 1203. Wyszków lå på en handelsrute, der forbinder Toruń med Brześć. Den fik stadsrettigheder i 1502 og var administrativt beliggende i powiatet Kamieniec i det daværende voivodskabet Masovien (1526–1795) i provinsen Storpolen i Kongeriget Polens krone. Den blev ødelagt under den svenske invasion af Polen (Anden Karl Gustav-krig) i 1655-1660, og mistede sin betydning i regionen. Den blev annekteret af Preussen i Polens tredje deling i 1795.
I 1807 blev den genvundet af polakker og inkluderet i det kortvarige polske Hertugdømmet Warszawa, og i 1815 overgik det til det russisk-kontrollerede Kongres-Polen.
I 1870 blev den, som en af mange polske byer, frataget sine byrettigheder som straf fra russerne, for den mislykkede polske januaropstand.
Industrien udviklede sig efter 1897, da jernbanen Pilawa-Tłuszcz-Ostrołęka blev bygget. I 1918 genvandt Polen uafhængighed og kontrol over Wyszków, og i 1919 blev byrettighederne genoprettet.